# Răcătău de Jos, Bacău
Răcătău de Jos (în maghiară Ráktató) este un sat în comuna Horgești din județul Bacău, Moldova, România.